# Площадь Соцгорода (Казань)
Пло́щадь Соцго́рода (тат. Соцшəhəр мəйданы) — площадь в одноимённом микрорайоне Авиастроительного района Казани. В обиходе жителей микрорайона часто именуется как площадь у ДК Ленина, площадь у ДК и просто Соцгород.
Площадь расположена у пересечения улицы Копылова, проходящей с юга на север, с улицами Олега Кошевого и Белинского, отходящими от перекрёстка соответственно на восток и запад. Также у площади от начала улицы Олега Кошевого отходит на северо-восток улица Трамвайная.
Одна из двух в Авиастроительном районе и исторически вторая в заречной части города, площадь была благоустроена в 1950-х гг силами районообразующих заводов КАПО и КМПО вместе с сооружением расположенного на ней районного Дома культуры имени Ленина и расположенного рядом крупного, главного районного парка «Крылья Советов».
Помимо проезжей части перекрёстка и улиц, площадь имеет перед фасадом ДК Ленина асфальтированную площадку и зелёную зону с аллеей, газонами, клумбами в середине и более крупными зелёными насаждениями (деревьями, кустарниками) по периферии. В центре аллейно-зелёной зоны в 1983 году установлен памятник многолетнему министру авиационной промышленности СССР П. В. Дементьеву. Помимо массивного ДК Ленина сталинской архитектуры на площадь также выходят ещё один менее крупный ДК — молодёжный ДК имени Гайдара, а также Казанский авиационно-технический колледж имени Дементьева (ранее — авиационный техникум, КАТ), самый примечательный в районе жилой 5-7-этажный дом-«сталинка» и дома-«хрущёвки» с магазинами и пунктами общепита и сферы обслуживания, северо-западная часть с оградой Парка «Крылья Советов», главный вход в который расположен также рядом на улице Копылова.

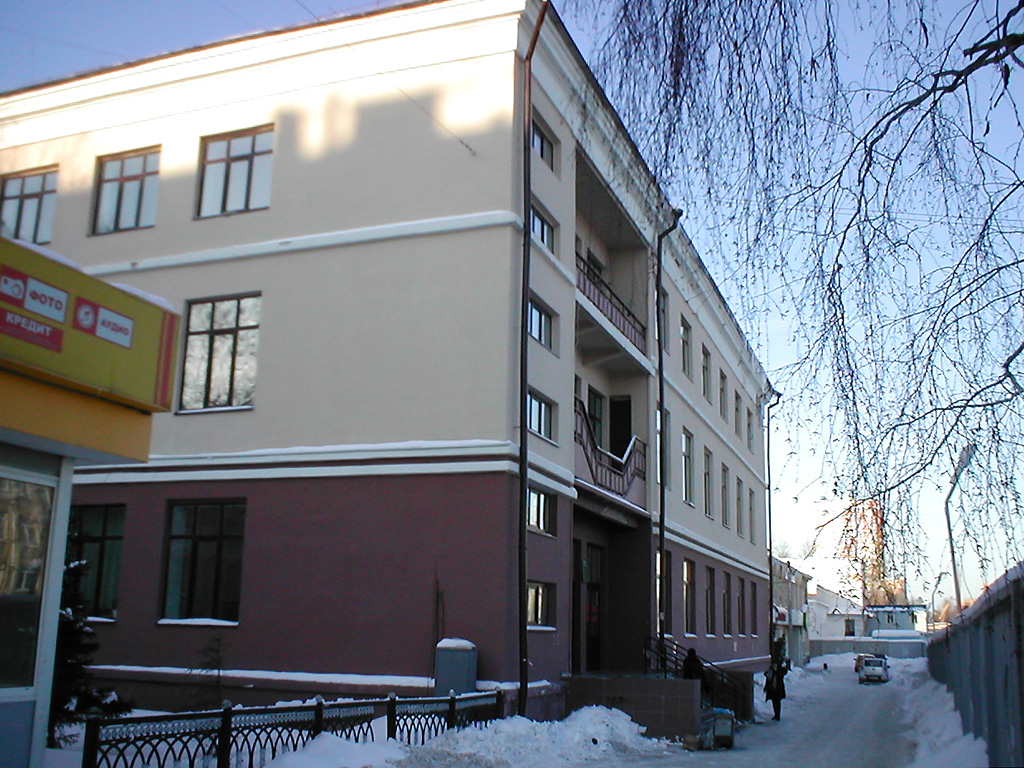
ДК Гайдара на площади

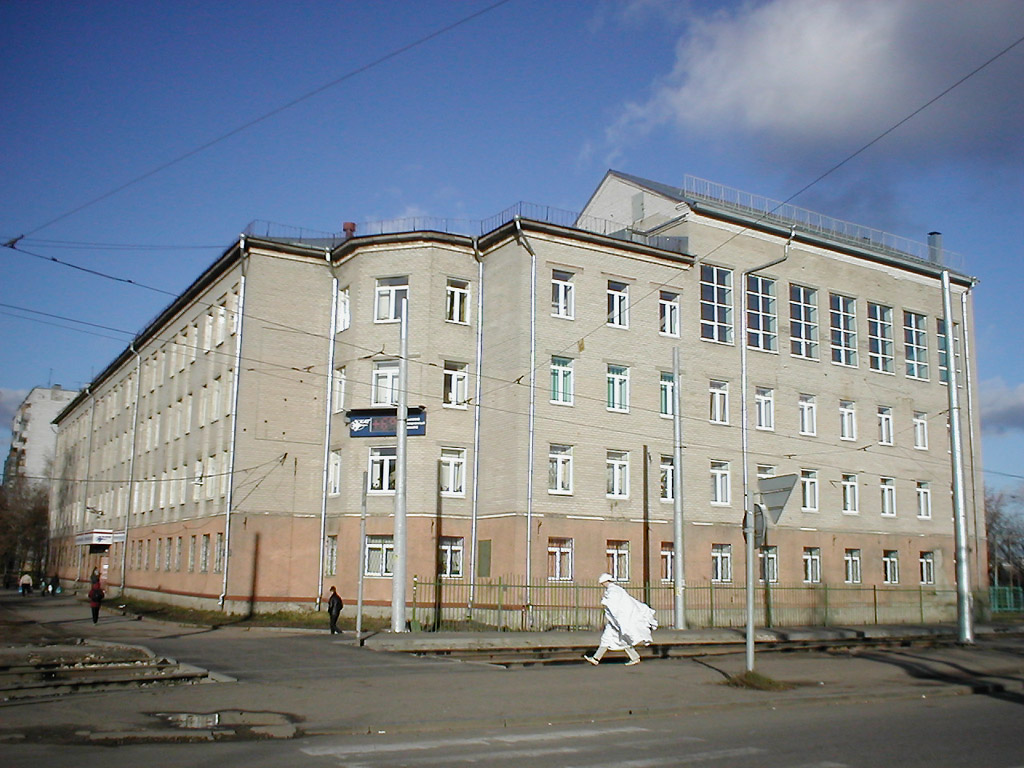
Казанский авиационно-технический колледж на площади

Дома культуры и парк «Крылья Советов» у площади образуют общественный центр микрорайона и всего Авиастроительного района. На асфальтированной площадке и в зелёной зоне площади временами устраиваются передвижные детские аттракционы и зооэкспозиции, местные ярмарки, собрания и прочие культурно-массовые мероприятия, в том числе уличные выступления во время ежегодного проведения в ДК Ленина и ДК Гайдара всероссийского фестиваля ролевых игр и фэнтези Зиланткон.
Рядом с площадью находится южный вход и вестибюль станции «Авиастроительная» метрополитена, первая линия которого проходит под улицей Копылова.
На площади находится транзитная остановка «Станция метро „Авиастроительная“» (ранее «Соцгород»)
трамвайных маршрутов № 1, 6, проходящих с южной части улицы Копылова на начало улицы Трамвайная,
троллейбусных маршрутов № 13 (а также приостановленного 3),
проходящих в одностороннем направлении с севера на юг по улице Копылова,
автобусных маршрутов № 43, 53, проходящих так же,
и № 6, 18, 37, 40, 52, проходящих в одностороннем направлении с улицы Олега Кошевого на южную часть улицы Копылова.
Также на площади находятся конечные остановки «ДК Ленина» автобусных маршрутов № 42, 93 и «Соцгород» № 97.